# Климаков, Анатолий Иванович
Анатолий Иванович Климаков (род. 1925) — советский футболист, нападающий и полузащитник.

## Биография
Участник Великой Отечественной войны, по состоянию на 1945 год — младший лейтенант отдельной офицерской бригады Московского военного округа. Награждён медалью «За победу над Германией в Великой Отечественной войне 1941—1945 гг.».
В качестве футболиста в 1946 году играл за команду МВО во второй группе, клуб занял третье место в своей зоне. На следующий год играл за ВВС в высшей лиге, дебютный матч провёл 20 мая 1947 года против ЦДКА. Всего в мае-июне 1947 года сыграл 6 матчей в высшей лиге, после чего покинул команду.
В 1950—1953 годах играл за ОДО (Ташкент). После расформирования армейских команд в 1953 году провёл полсезона в «Памире» (Ленинабад). В конце карьеры в течение двух сезонов выступал за калининский «Спартак». Все эти команды выступали в классе «Б».
Дальнейшая судьба неизвестна.